# La Puerta Historiada
La Puerta Historiada (Monumento al Maestro de Escuela) es una obra creada en 1933 por el escultor argentino Arturo Dresco como homenaje a los maestros de escuela de la Argentina.
Se encuentra en la Biblioteca del Docente, ubicada en el complejo Carlos Pellegrini de la Ciudad de Buenos Aires, en la Avenida Entre Ríos n.º 1349, en el primer piso del interior del edificio.

## Historia

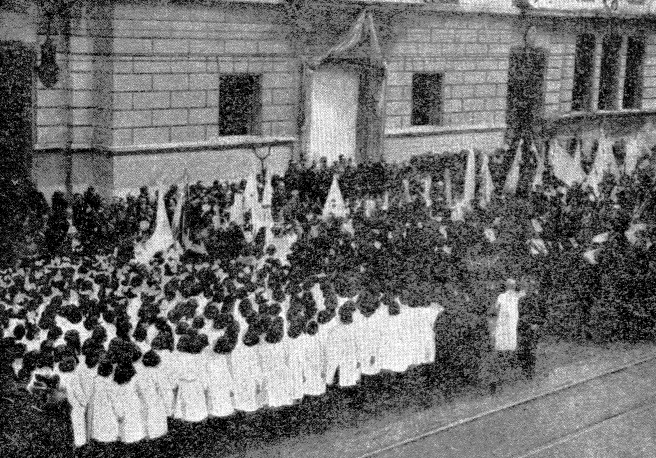
Inauguración de la Puerta Historiada, el 11 de septiembre de 1933.

En 1909, el presidente del hoy desaparecido Consejo Nacional de Educación, José María Ramos Mejía, presentó un proyecto para realizar un "monumento al Maestro de Escuela", que fue aprobado el 7 de octubre de dicho año. El proyecto se demoraría durante décadas y recién en 1927 se aprobó la creación de una cuenta bancaria para financiar el proyecto. Hubo que esperar cuatro años más para que el Consejo encomendara la obra al escultor Arturo Dresco, quien también era funcionario del Consejo.
Un mes después de ser designado, Dresco presentó su proyecto: una "puerta historiada", a ser colocada en la entrada a la primera escuela pública de Sudamérica, la Escuela de Catedral al Norte "José Manuel Estrada" (actualmente n.º 4), o en la puerta del Museo Escolar, que funcionaba por entonces en la Escuela Normal Superior n.° 9 Domingo Faustino Sarmiento. La Comisión Especial creada para ejecutar el proyecto, decidió finalmente que los paneles debían representar el trabajo docente en las distintas regiones del país y que la puerta debía ser instalada al ingreso del monumental edificio conocido como "complejo Pellegrini", donde ya funcionaba la Biblioteca Escolar.
Fue inaugurada el 11 de septiembre (Día Panamericano del Maestro en conmemoración de la fecha del fallecimiento del llamado maestro de América, el argentino Domingo Faustino Sarmiento) de 1933.

## Descripción

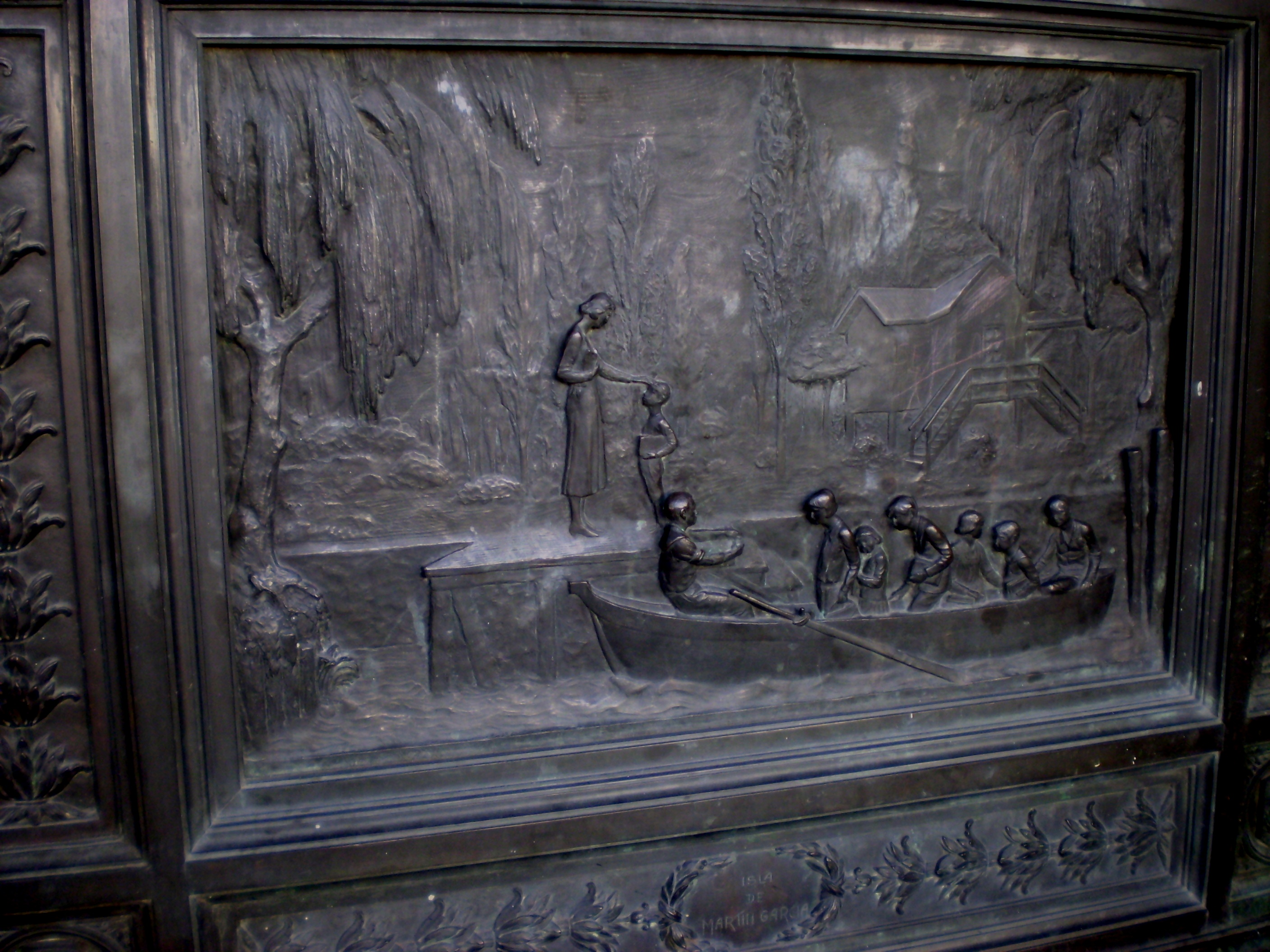
La escuela isleña, sobre el trabajo docente en las escuelas del Delta del Paraná.

La puerta está construida en bronce, mide 4 metros de alto, por 2,5 metros de ancho y 1200 kilogramos de peso. Cada hoja de la puerta pesa 600 kilos.
Dado que Dresco vivió en Florencia es probable que se haya inspirado para crearla en la Puerta del Paraíso realizada por Lorenzo Ghiberti en 1452, situada en el baptisterio de San Juan de esa ciudad.

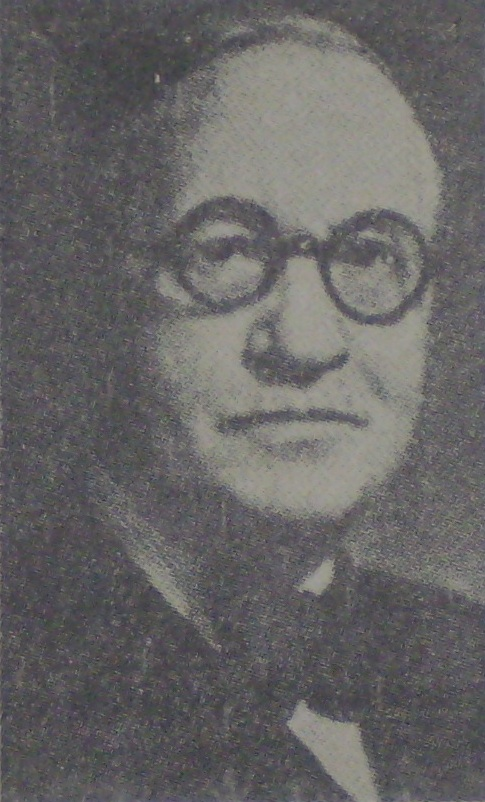
Arturo Dresco.

La temática del portal está orientada a la educación argentina en los distintos puntos de la Nación y consta de ocho paneles con relieves en los que se visualizan paisajes de distintas regiones del país y a docentes realizando sus tareas: En la otra orilla, La escuela espera, A pie por el altiplano, Adultos en marcha hacia el aprendizaje, Las labores al lado de la tierra, Los conscriptos que aprenden las primeras letras y La escuela isleña.
En el marco, hacia el centro, se ven las figuras de quienes contribuyeron grandemente al desarrollo de la educación en la Argentina: Mariano Moreno, Bernardino Rivadavia, Manuel Belgrano y Sarmiento. La obra posee también representaciones de la fauna y flora nativas y los 14 escudos de las provincias que existían en 1933 (en la actualidad hay 23 provincias y la Ciudad Autónoma de Buenos Aires).
El hecho de que la obra estuviera a la intemperie, sumado el hecho de un mantenimiento insuficiente, llevó al oscurecimiento del bronce y a la pérdida de piezas, dificultando la visión de los bajorrelieves, que ya en 1981 era denunciado por el diario La Prensa. En diciembre de 2013 el Gobierno de la Ciudad de Buenos Aires dispuso su restauración, que llevó seis meses. Una vez terminada la puerta fue trasladada al interior del edificio, ubicándola en el primer piso de la biblioteca, a la vista de las personas que visitan el lugar. En su lugar se construyó otra puerta de las mismas dimensiones pero de un estilo moderno.

## Fuente consultada
- María del Carmen Magaz (2007). Escultura y Poder. "Serie Arte" de Acervo Editora Argentina. ISBN 978-987-23100-2-8.

## Galería de imágenes

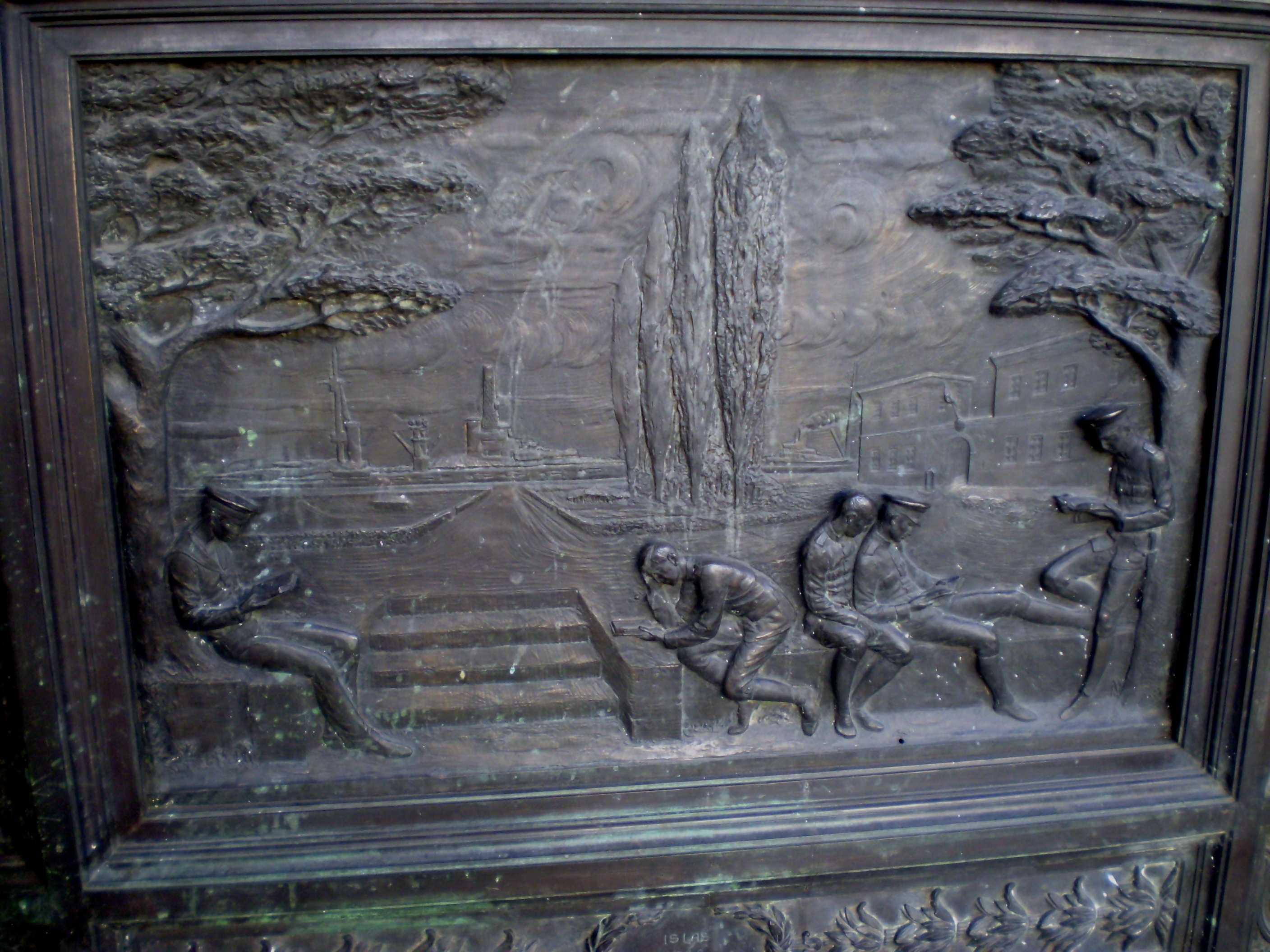
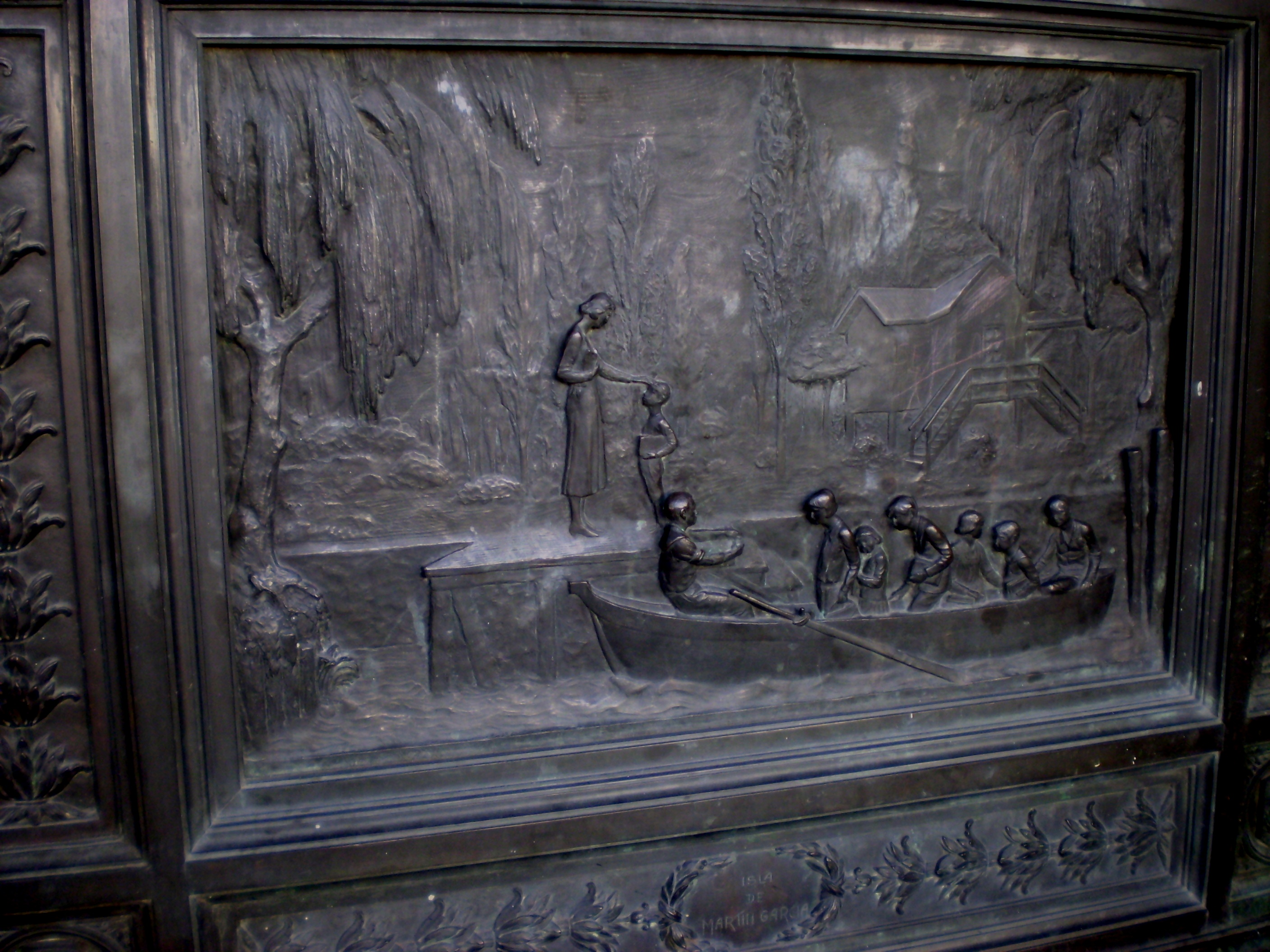
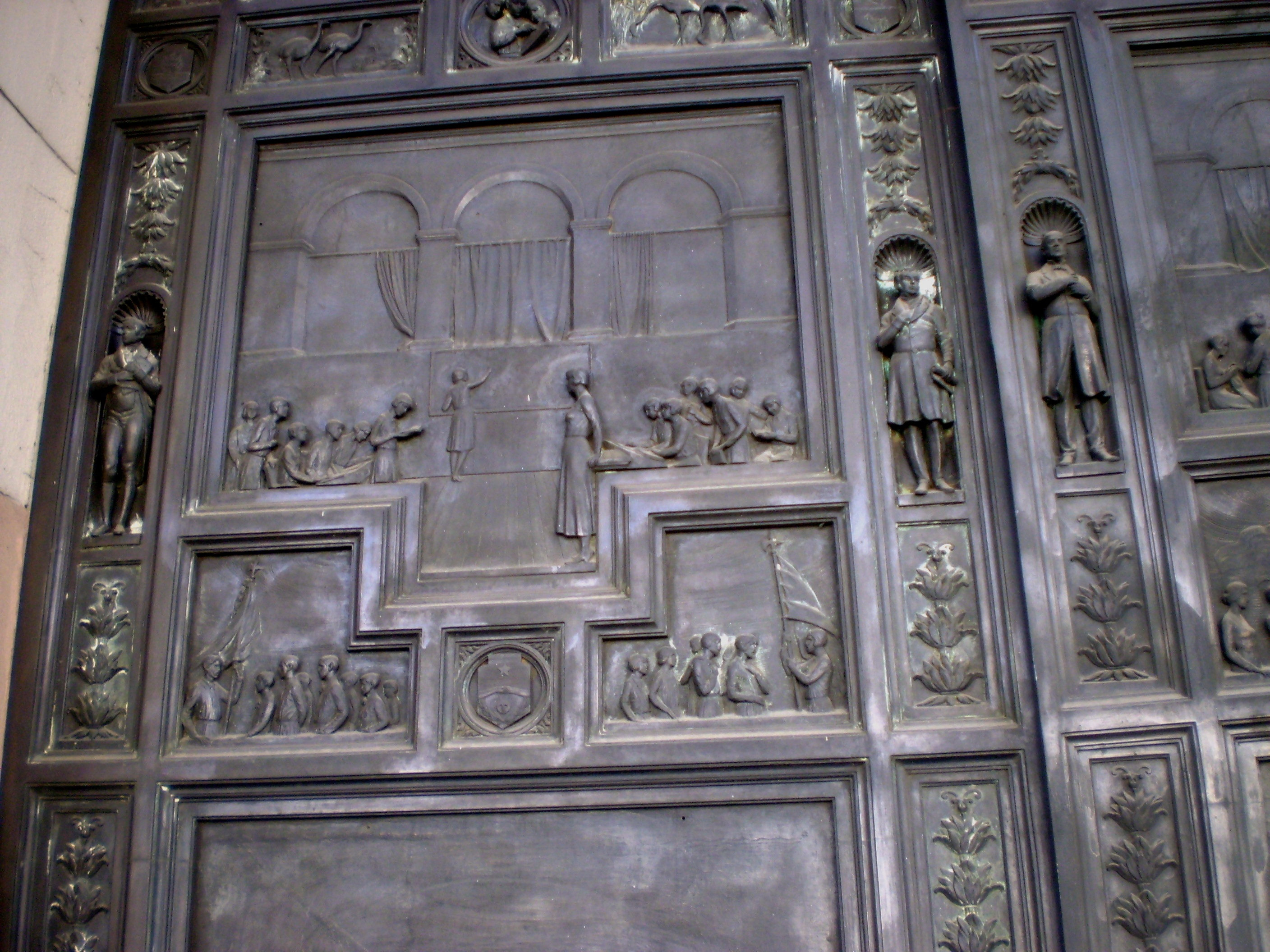
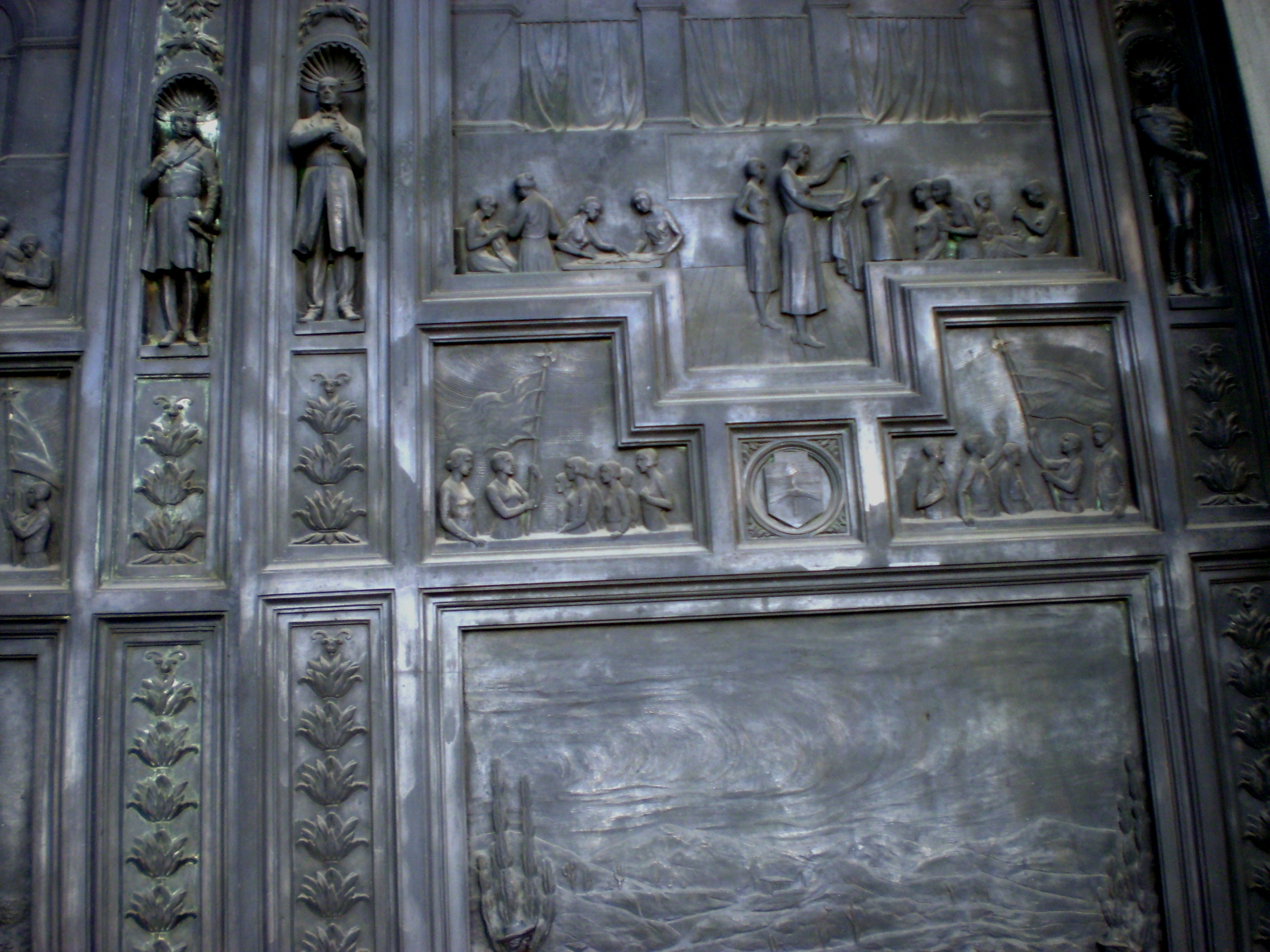